# 南卡德朗鎮區 (阿肯色州克利本縣)
南卡德朗鎮區（英語：South Cadron Township）是位於美國阿肯色州克利本縣的一個行政鎮區。

## 地方資料
南卡德朗鎮區的面積為34.41平方千米，當中陸地面積為34.39平方千米，而水域面積為0.02平方千米。根據2010年美國人口普查的數據，當地共有人口944人，而人口密度為每平方千米27.43人。